# Stazione di Rosslare Strand
La stazione di Rosslare Strand (in inglese Rosslare Strand railway station, in gaelico Stáisiún Trá Ros Láir) è una stazione ferroviaria che fornisce servizio a Rosslare Strand, contea di Wexford, Irlanda. Attualmente la linea che vi passa è l'Intercity Dublino–Rosslare. La stazione è dotata di due binari. Un tempo di qui passava anche la linea per Waterford, ma i servizi furono soppressi il 18 settembre 2010. Dal 20 settembre la linea ferroviaria è stata sostituita dal collegamento stradale di bus, della linea 370 della Bus Éireann. La stazione, che fu aperta il 24 giugno 1882 è dotata di un ponte pedonale e di una biglietteria a sportello.

## Servizi ferroviari
- Intercity Dublino–Rosslare

## Servizi
- Capolinea autolinee (Strand Road, a cinque minuti a piedi)
- Servizi igienici
- Biglietteria a sportello